# ジブチ共和国の民族衣装
ジブチ共和国の民族衣装とはアフリカ大陸北東部のジブチ共和国で特にソマリア系のイッサ族とエチオピア系のアファール族の人々に日常着または礼服として着用されている衣服である。
ジブチ共和国の主な民族は人口の半分を占めるイッサ族と四割弱を占めるアファール族だが、国の方針として民族の融和を図っており、都市部では基本的に両民族とも共通の衣装を着ている。
男性は洋風のシャツに膝下まである木綿のロインクロス（腰布）を巻いた姿で東南アジアの衣装に似る。
女性は「ブブ」と呼ばれる、巻きスカートに貫頭衣型のワンピースを重ねた色鮮やかな衣装を着る。
都市から離れると、一枚布を胸のあたりに巻きつけ肩や首のあたりで結んだ上から腰に幅広の布を巻くイッサ族の伝統着が見られる。

## 概要
男性の衣服は、シャツ・腰布・サンダルで構成されている。腰布はたいてい丈夫な木綿布で、丈は膝下程度、白地に紺色や深緑色、茶色など太めのチェック柄であることが多い。サンダルは、革底に蔓で鼻緒を挿げた伝統的な草履風のものの他、もっと一般的にはゴム草履やズック靴が用いられている。非常に日差しの強い風土にかかわらず帽子を被る習慣はないが、国民の九割以上がイスラム教徒であるため、白いターバンやイスラム教徒の敬虔の印である白いキャップを被ることはある。ジブチにおける男子の正装は、全て白一色で統一された、ターバン、房飾りのついた首に巻くストール、チュニック、腰布、革ベルトで腰に留める革のケースに入った短剣の一揃いである。
女性の服装は、ブブ・アンダースカート・サンダルで構成される。原色を多用したブブの素材は上流階級ではシルクが使われるが、庶民は安価な輸入品のプリント木綿が多い。ブブの作りはシンプルで、幅90センチ長さ4メートル弱の布を二つ折りにして頭を通す穴をくり抜き、腕を出す部分を残して脇を縫うだけで完成である。アンダースカートも、床に裾が付く程度の幅のレースの布の腰に紐を通して腰に結ぶだけと、シンプルな作りになっている。ブブの丈が着丈より50～60センチほど長くなっているのは、ウエストの辺りで和服の「おはしょり」の要領でアンダースカートの紐に生地を挟みこんでしまい、ブブの裾からアンダースカートが覗くように着つけるためである。祭礼や結婚式の正装では、手持ちの金銀のアクセサリーをあるだけ身に付ける習慣がある。アクセサリーの中で特に重要なのは、イスラム教の習慣の一つとして既婚女性の身に付ける「結婚契約書入れ」である。これは神の前で結婚の誓いを取り交わす時に行った契約が書かれた契約書を入れておくためのケースで、金銀細工で作られており肌身離さず持ち歩かれる。祭礼では頭に鳥の羽飾りを付け、ヘンナで手足に模様を描く。